# Camellia pingguoensis
Camellia pingguoensis là một loài thực vật có hoa trong họ Theaceae. Loài này được D.Fang mô tả khoa học đầu tiên năm 1980.